# NF-κB

NF-κB作用机制。在此图中，将以Rel与p50蛋白组成的NF-κB异质二聚体为例。当处于被抑制状态时，NF-κB位于细胞质中且与抑制蛋白IκBα形成复合体。通过内在膜受体的介导，一些胞外信号物质可激活一种称为IκB激酶（IKK）的酶。IKK转而磷酸化IκBα蛋白，这将导致后者的泛素化，使得IκBα从NF-κB上脱离下来，最终IκBα被蛋白酶体所降解。被激活的NF-κB接下来转移到细胞核内，在这里会结合到DNA上被称为反应元件（RE）的特异性序列上。DNA/NF-κB 复合体接下来会招募其它蛋白，如辅激活物与RNA聚合酶，这些蛋白将下游的DNA转录为mRNA并转而被翻译为蛋白质，这些蛋白最终导致细胞功能发生改变。

核因子活化B细胞κ轻链增强子（英語：nuclear factor kappa-light-chain-enhancer of activated B cells，简称为NF-κB）是一种控制DNA转录的蛋白复合体。NF-κB几乎存在于所有类型的动物细胞中并参与细胞对诸多刺激的响应，这些刺激包括应激、细胞因子、自由基、紫外线照射、氧化LDL及细菌或病毒抗原。在针对感染的免疫反应中，NF-κB起到了重要的调节作用（κ轻链是免疫球蛋白的重要组成部分）。NF-κB的调控失常与癌症、炎症和自體免疫病、感染性休克、病毒感染以及免疫发育异常有关。NF-κB亦与突触可塑性及记忆过程有着密切关系。

### 核异位
NF-κB易位过程中，IκB蛋白作用不尽相同。IκBα是IκB家族原型蛋白，倾向于结合p65:p50和cRel:p5这两种NF-κB二聚体以抑制NF-κB活化。IκBα磷酸化降解后，释放NF-κB进入细胞核驱动各种基因表达，其中便包括IκBα，重新表达所产生IκBα则结合细胞质NF-κB以抑制通路进一步活化，进行负反馈调节。另一种IκBβ本身以磷酸化形式存在，降解缓慢，虽能结合p65:cRel，复合物IκBβ:p65:cRel可直接结合细胞核内TNF-α启动子等活化B细胞κ轻链增强子（kappa-light-chain-enhancer of activated B cells，κB）位点，促进靶基因转录。一般细胞只磷酸化少量p65，而刺激下p65、p50及cRel水平则显著增加。
结构
NF-κB 家族的所有蛋白质在其 N 末端共享一个 Rel 同源结构域。NF-κB 蛋白的一个亚家族，包括 RelA、RelB 和 c-Rel，在其 C 末端具有反式激活结构域。相比之下，NF-κB1 和 NF-κB2 蛋白被合成为大前体 p105 和 p100，它们经过加工以分别产生成熟的 p50 和 p52 亚基。p105 和 p100 的加工由泛素/蛋白酶体途径介导，涉及其含有锚蛋白重复序列的 C 末端区域的选择性降解。从 p52 生成 p100 是一个严格调控的过程，而 p50 是由 p105 的组成加工产生的。[18][19] p50 和 p52 蛋白没有激活转录的内在能力，因此有人提议在将 κB 元件结合为同源二聚体时充当转录抑制因子。事实上，这混淆了对 p105 敲除研究的解释，其中遗传操作除了转录激活剂（RelA-p105 异二聚体）外，还去除了 IκB（全长 p50）和可能的阻遏蛋白（p50 同型二聚体）。
物种分布与进化
除哺乳动物外，NF-κB还存在于许多简单的动物中。这些包括刺胞动物（如海葵、珊瑚和水螅）、多孔动物（海绵）、单细胞真核生物（包括猫头鹰和鞭毛虫）和昆虫（如飞蛾、蚊子和果蝇）。对蚊子 A. aegypti 和 A. gambiae 以及果蝇 D. melanogaster 的基因组进行测序，可以对 NF-κB 进行比较遗传和进化研究。在这些昆虫物种中，NF-κB的激活是由Toll途径（在昆虫和哺乳动物中独立进化）和Imd（免疫缺陷）途径触发的。

### 激活效果
NF-κB 在调节细胞反应中至关重要，因为它属于“速效”初级转录因子类别，即存在于细胞中以非活性状态存在的转录因子，不需要新的蛋白质合成即可被激活（该家族的其他成员包括转录因子，如 c-Jun、STAT 和核激素受体).这使得NF-κB成为有害细胞刺激的第一反应者。已知的NF-κB活性诱导剂变化很大，包括活性氧（ROS）、肿瘤坏死因子α（TNFα）、白细胞介素1-β（IL-1β）、细菌脂多糖（LPS）、异丙肾上腺素、可卡因、内皮素-1和电离辐射。
NF-κB 抑制肿瘤坏死因子细胞毒性（细胞凋亡）是由于抗氧化酶的诱导和 c-Jun N 末端激酶 （JNK） 的持续抑制。
NF-κB 受体激活剂 （RANK） 是 TNFR 的一种，是 NF-κB 的中枢激活剂。骨保护素 （OPG） 是 RANK 配体 （RANKL） 的诱饵受体同源物，通过与 RANKL 结合来抑制 RANK，因此骨保护素密切参与调节 NF-κB 活化。
许多细菌产物和对多种细胞表面受体的刺激导致NF-κB活化和基因表达的相当快速的变化。 将 Toll 样受体 （TLR） 鉴定为特异性模式识别分子，以及刺激 TLR 导致 NF-κB 激活的发现，提高了我们对不同病原体如何激活 NF-κB 的理解。例如，研究已确定 TLR4 是革兰氏阴性菌 LPS 成分的受体。TLR 是先天性和适应性免疫反应的关键调节因子。
与 RelA、RelB 和 c-Rel 不同，p50 和 p52 NF-κB 亚基的 C 末端半部不包含反式激活结构域。然而，p50 和 p52 NF-κB 成员在调节 NF-κB 功能的特异性中起着关键作用。虽然 p50 和 p52 的同型二聚体通常是 κB 位点转录的抑制因子，但 p50 和 p52 都通过与 RelA、RelB 或 c-Rel 形成异二聚体来参与靶基因反式激活。此外，p50 和 p52 同型二聚体也与核蛋白 Bcl-3 结合，并且这种复合物可以作为转录激活剂发挥作用。
抑制
在未受刺激的细胞中，NF-κB二聚体被称为IκB（κB抑制剂）的抑制剂家族隔离在细胞质中，IκBs是含有称为锚蛋白重复序列的多个拷贝的蛋白质。凭借其锚蛋白重复结构域，IκB 蛋白掩盖了 NF-κB 蛋白的核定位信号 （NLS），并使它们在细胞质中以非活性状态隔离。
IκB 是相关蛋白家族，具有 N 端调节结构域，后跟六个或更多锚蛋白重复序列，并在其 C 末端附近有一个 PEST 结构域。虽然 IκB 家族由 IκBα、IκBβ、IκBε 和 Bcl-3 组成，但研究最充分的主要 IκB 蛋白是 IκBα。 由于锚蛋白重复序列的 C 末端半部分存在，p105 和 p100 也作为 IκB 蛋白发挥作用。p100 的 c 末端半部分，通常称为 IκBδ，也起着抑制剂的作用。IκBδ 响应于发育刺激（例如通过 LTβR 转导的刺激）的降解，增强了 NIK 依赖性非经典通路中 NF-κB 二聚体的激活。